# Операция «Полярфукс»
Операция «Полярфукс» (нем. Unternehmen Polarfuchs — с нем. «Полярная лиса» или «Песец») — наступательная операция немецких и финских войск в Беломорской Карелии и Мурманской области СССР, составная часть Мурманской операции 1941 года (немецкое название — операция «Зильберфукс»). Проводилась одновременно с другой составляющей операции «Зильберфукс» — операцией «Платинфукс» (нем. Unternehmen Platinfuchs — операция «Платиновая лиса»), проводимой вермахтом на мурманском направлении в Заполярье.
Целями операции «Полярфукс» были захват района Салла — Куусамо, после Советско-финской войны (1939—1940) входившего в состав СССР, с последующим наступлением в направлении Алакуртти — Кандалакша для перерезания Кировской железной дороги и блокирования транспортного сообщения с Мурманском. Вспомогательные удары наносились из района Куусамо — в направлении Кестеньга — Лоухи, и из района Суомуссалми — в направлении Ухта — Кемь, что в конечном итоге (в случае успеха операции) обеспечивало немецко-финским войскам выход к Белому морю и захват Кандалакшского и Кемского портов.

## Планирование и подготовка операции
Карта операции «Зильберфукс» (нем. Unternehmen Silberfuchs — операция «Серебристая лиса»)
- операции «Реннтир» и «Платинфукс» на мурманском направлении (фин. Murmansk — Мурманск);
- операция «Полярфукс» на кандалакшском направлении (фин. Kantalahti — Кандалакша), а также на кестеньгском и ухтинском направлениях.

### Операция «Блауфукс»
Проведению операции «Полярфукс» предшествовала операция «Блауфукс» (нем. Unternehmen Blaufuchs — операция «Голубой песец») — проводимые в мае — июне 1941 года мероприятия по подготовке и переброске частей 36-го горного армейского корпуса вермахта морским и наземным транспортом (в том числе через территорию Швеции) на территорию Финляндии, с последующим их выдвижением и сосредоточением в районах Рованиеми и Кемиярви. Операция «Блауфукс» проводилась в 2 этапа:
1. «Блауфукс-1» (нем. Blaufuchs I) — переброска 169-й пехотной дивизии морским транспортом в период 1—16 июня 1941 года из Штеттина (на тот момент входившего в состав Германии) через финский порт Оулу в районы Рованиеми — Кемиярви[3].
2. «Блауфукс-2» (нем. Blaufuchs II) — переброска управления 36-го горного армейского корпуса, а также остальных его частей и соединений[3]:
  - Боевой группы СС «Норд» (включённой в состав 36-го горного армейского корпуса) в период 11 мая — 9 июня 1941 года к советско-финской границе в район Салла:
    - частично автомобильным транспортом (задействовано около 1800 машин) из Финнмарка через Киркенес на территорию Финляндии,
    - частично (артиллерийские части, а также части боевого, тылового и технического обеспечения) морским транспортом из Осло (Норвегия) и немецкого Штеттина через финский порт Вааса на территорию Финляндии;

  - 163-й пехотной дивизии железнодорожным транспортом в период с 25-го до конца июня 1941 года из норвежского Осло через территорию Швеции на территорию Финляндии (передовые части 163-й пехотной дивизии проследовали через финский Торнио 28 июня 1941 года).

Прибыв в Рованиеми 324-й пехотный полк 163-й пехотной дивизии был отправлен для подкрепления в приграничный район Салла. Остальные части 163-й пехотной дивизии проследовали дальше на юг — в Северную Карелию, и к операции «Полярфукс» не привлекались (воевали на петрозаводском и олонецком направлениях).
Переброшенные в Лапландию части 36-го горного армейского корпуса к 29 июня 1941 года заняли позиции в районах Рованиеми и Кемиярви, и приступили к подготовке проведения операции «Полярфукс».

### План операции «Полярфукс»
Согласно плану операции «Полярфукс» 36-й горный армейский корпус вермахта (169-я пехотная дивизия, Дивизия СС «Норд», преобразованная из Боевой группы СС «Норд» 17 июня 1941 года, а также один 324-й пехотный полк из состава 163-й пехотной дивизии) и подчинённая ему финская 6-я пехотная дивизия 3-го армейского корпуса (командир дивизии — полковник Вернер-Август Виикла), должны были наносить удар от Кемиярви на Старую Саллу и далее на кандалакшском направлении.
Целью наступления войск 36-го горного армейского корпуса были захват Кандалакши с перерезанием Кировской железной дороги в данном районе. В случае успеха: дальнейшее продвижение вдоль железной дороги на север к Мурманску — для его блокирования с юга, и последующий захват города совместно с группировкой войск Горного армейского корпуса «Норвегия», который по плану операции «Платинфукс» (в случае его успеха) должен был блокировать Мурманск с севера.
Финский 3-й армейский корпус (командир корпуса — генерал-майор Ялмар Сииласвуо) был образован после 15 июня 1941 года на основе бывшего 5-го армейского корпуса, 11-я и 12-я пехотные бригады которого в ходе мобилизации в Финляндии были развёрнуты в 3-ю и 6-ю пехотные дивизии соответственно, при этом входившие ранее в состав бригад отдельные батальоны были развёрнуты в полки дивизий. Кроме 3-й и 6-й пехотных дивизий в состав 3-го армейского корпуса вошёл также Отдельный отряд «Петсамо» (фин. Erillisosasto Petsamo, численностью около батальона), сформированный в апреле 1941 года и дислоцированный в регионе Петсамо, однако он к участию в операции «Полярфукс» не привлекался. В задачу 3-го армейского корпуса, в состав которого входила 3-я пехотная дивизия (разделённая на 2 группы войск «F» и «J»), при поддержке корпусной артиллерии, войсковой ПВО корпуса и т. д., входило нанести следующие вспомогательные удары:
- группа «F» 3-й пехотной дивизии — от Суомуссалми на ухтинском направлении (командир группы «F» — полковник Франц-Уно Фагернес[фин.], командир 3-й пехотной дивизии);
- группа «J» 3-й пехотной дивизии — от Куусамо на кестеньгском направлении (командир группы «J» — подполковник Юсси Туртола[фин.], командир 53-го пехотного полка 3-й пехотной дивизии).

Целями ударов финского 3-го армейского корпуса были прикрытие правого фланга группировки войск 36-го горного армейского корпуса вермахта, наступавшего севернее, и отвлечение на себя сил советских войск. В случае успеха: выход к Лоухи и Кеми с их захватом и перерезанием Кировской железной дороги в данных районах.
Авиационную поддержку немецко-финским войскам при проведении операции «Полярфукс» должны были оказывать части ВВС Финляндии и 5-го воздушного флота люфтваффе, базировавшиеся в Лапландии (на аэродромах «Кемиярви», «Рованиеми» и «Кеми»).

## Ход операции
В ходе совместной операции немецких и финских войск, в которой использовались опытные финские арктические войска и относительно непригодные немецкие войска из Норвегии, после ожесточённых боёв удалось захватить город Салла, но немецкие войска так и не смогли преодолеть старые довоенные советские пограничные укрепления на востоке. Финские подразделения смогли добиться бо́льшего успеха и продвинулись на расстояние до 30 км к Кировской железной дороге. Усиленные подкреплениями, части РККА воспрепятствовали дальнейшему продвижению противника. Из-за эскалации ситуации на юге Центральной России, немцы не могли выделить больше своих подкреплений на этот театр военных действий. В то время как финны неохотно своими силами продолжали атаковать советские позиции, учитывая дипломатическое давление со стороны Соединённых Штатов, операция «Полярфукс» закончилась в ноябре 1941 года, когда обе стороны закрепились на своих позициях.